# エマヌエル・ヌネス
エマヌエル・ヌネス（Emmanuel Nunes, 1941年8月31日 - 2012年9月2日）は、ポルトガル出身の現代音楽の作曲家。

## 略歴
1941年生まれ。小児麻痺をわずらい、足の自由はほとんど利かなくなった。リスボンの音楽院を卒業後、パリ音楽院へ進学。その間、ダルムシュタット夏季現代音楽講習会でピエール・ブーレーズとアンリ・プスールに師事。のちにケルンの現代音楽コースで、カールハインツ・シュトックハウゼンに師事してさらに研鑽を積んだ。各種の一等賞を得て音楽院を卒業後、UNESCO国際作曲家会議で優勝するなど多くの受賞歴がある。ダルムシュタットの講師の常連であり、パリ音楽院の教授を長らく務めていたが、近年にステファーノ・ジェルヴァゾーニにその職を譲り教職を引退した。晩年に至るまでポルトガル音楽界の重鎮として、創作活動を慎重に行った。
2012年9月2日、パリで死去。71歳没。

## 作風
彼は当初はポスト・セリエルの様式で作曲を進めていたが、次第に音色と空間へ関心が移る。演奏家をさまざまな場所に配置したりライブ・エレクトロニクスを駆使するなど、音楽性を拡張していった。また複数の作品がひとつのチクルスとして構成される一種のワーク・イン・プログレスを導入したのも彼の世代では最も早く、ポルトガル音楽の歴史の起源（マッキーナ・ムンディ(1991-92)）についても大変に博識である。反復の拒否は単一の音色にすら及んだことが、彼の道を決定的にする。「クオドリベット（1990/91）」では6人の打楽器奏者と4種に分かれた管弦楽がミリ秒単位で音色を置換しあい、極彩色の楽器法に結実している。木質打楽器に繊細に音程を指定し、急速なリズムでかき回すことが、打楽器部において特に顕著である。
極限のスピードでかき回される音色のみならず、茫洋と漂うドローンの使用も長年の電子音楽の研究から得られており、ピアノソロのための「火と海のリタニI,II(1969/1971)」では芳醇な和声感覚も聞かれる。演奏の困難さが抑えられた結果、ピアニストに好んで取り上げられる結果となった。彼の作品でよく知れ渡っているもののひとつに「ヴァンドルンゲン(1986)」が挙げられる。IRCAMとフライブルク電子音楽スタジオのテクニックを両方とも吸収し、創作にポジティブに応用することの出来た存在でもある。
高橋悠治に酷評されたことが有名だが、これは彼が用いる電子音に旧式のタイプがそのまま用いられているのが所以と見られている。しかしながら、4時間に及ぶ創作の総決算を図ったオペラ「メルヘン(2002-2007)」では、巧みに電子音が管弦楽法にブレンドされ、古めかしさは一切感じられない。消極的に反復語法も用いられるが、強弱やオブリガートなどで凡庸さを可能な限り回避している。2008年のドナウエッシンゲン音楽祭でも、「『生死』の死」と題された1時間の大作を発表し、健在を印象付けた。

## 主要作品

### オペラ
- メルヘン (Le Conte, dit Le Serpent Vert) (2002-2007) （歌手, 合唱, 管弦楽とライブ・エレクトロニクスのための）

### 管弦楽曲
- フェルマータ （管弦楽とテープのための）  (1973)
- ルフ （管弦楽とテープのための） (1977)
- Chessed I, for four instrumental ensembles (1979)
- Chessed II, for sixteen instrumental soloists and orchestra (1979)
- セクエンシャス, （クラリネット、2つのヴィブラフォン、ヴァイオリンと管弦楽のための） (1982/1983–88)
- クオドリベット, 2人の指揮者による28の楽器, 6人の打楽器奏者と管弦楽のための (1990–91)
- Chessed IV, for string quartet and orchestra (1992)

### 室内楽曲
- ヴァンドルンゲン, （アンサンブルとライブ・エレクトロニクスのための)   (1986)
- Clivages I and II, for six percussionists (1987 and 1988)
- Lichtung I, for clarinet, horn, trombone, tuba, 4 percussionists, and cello (1988/91)
- Chessed III, for string quartet (1990–91)

### 器楽曲
- 火と海のリタニ（連禱） I, (ピアノのための) (1969)
- 火と海のリタニ（連禱） II,  (ピアノのための)  (1971)
- Einspielung III, for solo viola (1981)
- Ludi concertati no. 1, for solo bass flute (1985)
- アウラ, (独奏フルートのための)  (1983–89)

### 声楽曲
- マッキーナ・ムンディ, （4人の独奏ソリスト、合唱、管弦楽とテープのための） (1991–92)